# Wereldkampioenschap schaatsen allround vrouwen 1968
Het negenentwintigste Wereldkampioenschap schaatsen allround voor vrouwen werd op 27 en 28 januari 1968 verreden op de Pirkkola ijsbaan in Helsinki, Finland.
Er deden tweeëndertig deelneemsters uit twaalf landen mee, Finland (3), de DDR (1), Frankrijk (2), Nederland (5), Noorwegen (2), Polen (2), de Sovjet-Unie (5), Zweden (2), Japan (2), Noord-Korea (3), Canada (2) en de Verenigde Staten (3). Zeven rijdsters debuteerden deze editie, waaronder Ellie van den Brom, die een bronzen medaille op de 500m wist te veroveren en als tiende in de eindrangschikking zou eindigen. Wil Burgmeijer reed haar derde WK Allround en eindigde op de 11e plaats.
Stien Kaiser prolongeerde haar wereldtitel en werd daarmee de zesde vrouw die dit wist te realiseren. Ans Schut, tweede, en Carrie Geijssen, derde, kwamen voor het eerst op het erepodium te staan en daarmee was Nederland het derde land met drie landgenotes op de plaatsen 1-2-3, na Finland (één keer in 1938) en de Sovjet-Unie (vijftien keer).
Twee gouden-, drie zilveren- en drie bronzen afstandsmedailles was de recordoogst die de Nederlandse delegatie van bondscoach Piet Zwanenburg in Helsinki veroverde.
De Zweedse Christina Scherling nam dit jaar voor de twaalfde keer aan het WK Allround mee en daarmee de eerste die dit presteerde. Kaija Mustonen reed haar tiende WK Allround.
Ook dit kampioenschap werd over de kleine vierkamp, respectievelijk de 500m, 1500m, 1000m en 3000m, verreden.

## Afstandsmedailles
| Afstand | Goud ·           | Zilver ·     | Brons ·           |
| ------- | ---------------- | ------------ | ----------------- |
| 500m    | Ljoedmila Titova | Dianne Holum | Elly van den Brom |
| 1500m   | Stien Kaiser     | Ans Schut    | Carry Geijssen    |
| 1000m   | Ljoedmila Titova | Stien Kaiser | Carry Geijssen    |
| 3000m   | Ans Schut        | Stien Kaiser | Kaija Mustonen    |

## Klassement
| Rang   | Schaatsster                  | Land                           | Punten  | 500m      | 1500m       | 1000m       | 3000m       |
| ------ | ---------------------------- | ------------------------------ | ------- | --------- | ----------- | ----------- | ----------- |
| Goud   | Stien Kaiser                 | Nederland                      | 195,050 | 47,3 (6)  | 2.26,4 (1)  | 1.35,0 (2)  | 5.08,7 (2)  |
| Zilver | Ans Schut                    | Nederland                      | 197,017 | 48,0 (16) | 2.28,4 (2)  | 1.37,5 (11) | 5.04,8 (1)  |
| Brons  | Carry Geijssen               | Nederland                      | 198,016 | 47,7 (14) | 2.29,8 (3)  | 1.35,1 (3)  | 5.17,0 (5)  |
| 4      | Lasma Kauniste               | Sovjet-Unie                    | 198,684 | 47,5 (9)  | 2.30,5 (5)  | 1.35,3 (4)  | 5.20,2 (6)  |
| 5      | Kaija Mustonen               | Finland                        | 198,700 | 47,5 (9)  | 2.31,3 (9)  | 1.36,8 (8)  | 5.14,8 (3)  |
| 6      | Ljoedmila Titova             | Sovjet-Unie                    | 198,800 | 46,2 (1)  | 2.30,5 (5)  | 1.34,5 (1)  | 5.31,1 (14) |
| 7      | Lidia Skoblikova             | Sovjet-Unie                    | 199,334 | 47,4 (8)  | 2.32,3 (12) | 1.37,2 (9)  | 5.15,4 (4)  |
| 8      | Sigrid Sundby                | Noorwegen                      | 199,383 | 47,3 (6)  | 2.31,2 (8)  | 1.36,2 (6)  | 5.21,5 (9)  |
| 9      | Valentina Stenina            | Sovjet-Unie                    | 199,600 | 47,5 (9)  | 2.30,0 (4)  | 1.36,4 (7)  | 5.23,4 (10) |
| 10     | Ellie van den Brom           | Nederland                      | 200,267 | 46,6 (3)  | 2.32,4 (13) | 1.35,8 (5)  | 5.29,8 (13) |
| 11     | Wil Burgmeijer               | Nederland                      | 201,267 | 47,8 (15) | 2.31,5 (10) | 1.39,0 (15) | 5.20,8 (7)  |
| 12     | Martine Ivangine             | Frankrijk                      | 201,300 | 48,0 (16) | 2.32,0 (11) | 1.37,2 (9)  | 5.24,2 (11) |
| 13     | Han Pil-hwa                  | Noord-Korea                    | 201,516 | 48,6 (20) | 2.30,7 (7)  | 1.38,3 (12) | 5.21,2 (8)  |
| 14     | Kaija-Liisa Keskivitikka     | Finland                        | 204,234 | 48,5 (19) | 2.32,6 (14) | 1.41,0 (23) | 5.26,2 (12) |
| 15     | Galina Nefedova              | Sovjet-Unie                    | 205,116 | 48,2 (18) | 2.34,0 (15) | 1.40,6 (22) | 5.31,7 (15) |
| 16     | Arja Kantola                 | Finland                        | 205,883 | 47,5 (9)  | 2.34,2 (16) | 1.40,4 (21) | 5.40,7 (16) |
| NC17   | Dianne Holum                 | Verenigde Staten               | 147,767 | 46,5 (2)  | 2.36,6 (19) | 1.38,8 (13) | -           |
| NC18   | Ruth Schleiermacher          | Duitse Democratische Republiek | 149,633 | 46,9 (4)  | 2.38,2 (22) | 1.40,0 (19) | -           |
| NC19   | Kari Kåring                  | Noorwegen                      | 150,067 | 48,7 (21) | 2.35,0 (17) | 1.39,4 (16) | -           |
| NC20   | Christina Lindblom-Scherling | Zweden                         | 150,383 | 49,2 (24) | 2.35,2 (18) | 1.38,9 (14) | -           |
| NC21   | Mary Meyers                  | Verenigde Staten               | 151,050 | 46,9 (4)  | 2.43,2 (31) | 1.39,5 (18) | -           |
| NC22   | Ylva Hedlund                 | Zweden                         | 152,333 | 49,5 (27) | 2.39,4 (25) | 1.39,4 (16) | -           |
| NC23   | Jeanne Ashworth              | Verenigde Staten               | 152,550 | 47,6 (13) | 2.42,0 (29) | 1.41,9 (26) | -           |
| NC24   | Marie-Louise Perrenoud       | Frankrijk                      | 152,833 | 49,0 (23) | 2.39,7 (26) | 1.41,2 (24) | -           |
| NC25   | Kim Ok-sun                   | Noord-Korea                    | 153,800 | 51,2 (29) | 2.36,0 (20) | 1.41,2 (26) | -           |
| NC26   | Doreen McCannell             | Canada                         | 154,067 | 49,4 (25) | 2.39,2 (24) | 1.43,2 (28) | -           |
| NC27   | Sachiko Saito                | Japan                          | 154,683 | 49,4 (25) | 2.40,6 (27) | 1.43,5 (30) | -           |
| NC28   | Adelhejda Mroske             | Polen                          | 155,583 | 50,1 (28) | 2.41,5 (28) | 1.43,1 (27) | -           |
| NC29   | Kim Bok-sun                  | Noord-Korea                    | 155,900 | 51,4 (30) | 2.38,7 (23) | 1.43,2 (28) | -           |
| NC30   | Marcia Parsons               | Canada                         | 157,367 | 48,8 (22) | 2.47,3 (32) | 1.45,6 (32) | -           |
| NC31   | Jitsuko Saito                | Japan                          | 158,700 | 51,8 (31) | 2.42,6 (30) | 1.45,4 (31) | -           |
| -      | Helena Pilejczyk             | Polen                          | 102,717 | NF        | 2.37,7 (21) | 1.40,3 (20) | -           |

* = met val
NC = niet gekwalificeerd
NF = niet gefinisht
NS = niet gestart
DQ = gediskwalificeerd
Vet gezet = kampioenschapsrecord